# Steinkiste von Sorteenge
Die Steinkiste von Sorteenge (dt. Schwarze Wiese) liegt am Sorteengevejen zwischen Nylars und Arnager auf der dänischen Insel Bornholm.
Die große Ost-West-orientierte Steinkiste (dänisch Hellekiste) liegt an der Straße gegen einen etwa 2,0 m langen und 1,4 m breiten Felsblock, der den Endstein einer Schmalseite bildet. Die Steinkiste ist 2,8 m lang und 1,2 m breit und besteht aus vier schweren Sandsteinplatten auf jeder Seite. Zwei Seitensteine überragen die quer verlaufende Platte des anderen Endes um 0,6 m. Die Seitensteine sind etwa 0,5 m hoch. Der obere Teil der drei südöstlichen Seitensteine wurde in der Vergangenheit zerstört. Der Boden der Kiste ist mit kleineren, flachen Steinplatten bedeckt. Der Deckstein fehlt. Ein Hügel ist nicht erkennbar.